# Le avventure di Mary Read
Le avventure di Mary Read è un film del 1961 diretto da Umberto Lenzi.

## Trama
Nell'Inghilterra del XVII secolo una ragazza di nome Mary Read viene incarcerata per il furto di gioielli a una diligenza dopo essersi travestita da uomo. Nella prigione viene messa nella stessa cella di Peter, il figlio di Lord Goodwin trovatosi lì per una scommessa persa, che le fa credere di essere un ladro, e del quale finisce per innamorarsi. Mary riesce a fuggire dalla prigione, e dopo aver scoperto la vera identità di Peter, si arruola come mozzo sulla nave del corsaro capitan Poof. Dopo un arrembaggio dei pirati, che uccidono il capitan Poof, Mary ne prende il suo posto e il suo nome, e dopo aver guidato la ciurma alla vittoria contro tante navi pirati, diventano pirati a loro volta. Per porre fine alle gesta criminose, l'Inghilterra manda in quei mari un incrociatore, capitanato da Peter Goodwin. Questi, raggiunta la nave del capitano Poof, fa irruzione nella sua cabina, trovandovi Mary, la quale gli dice la verità sul suo presente da pirata. Alcuni marinai irrompono nella cabina e catturano Peter, destinato ad essere impiccato. Poco prima dell'esecuzione Mary ne ordina l'interruzione, fa consegnare una spada al giovane, e lo sfida a duello; Peter ha la meglio. Arriva la flotta britannica che cattura tutta la ciurma, meno Mary, fatta credere prigioniera da Peter. Un anno dopo Mary intrattiene gli ospiti nel palazzo del marito Peter Goodwin.